# Guanta (Venezuela)
Pour les articles homonymes, voir Guanta.
Guanta est une localité du Venezuela, chef-lieu de la municipalité de Guanta dans l'État d'Anzoátegui. Autour de la ville s'articule la division territoriale et statistique de Capitale Guanta.